# Augustin Costinescu
Augustin Costinescu (n. 28 aprilie 1943, Lipova, România – d. 11 martie 2021, București, România) a fost un pictor și desenator român.

## Studii
- Absolvent al Institutului de Arte Plastice „Nicolae Grigorescu”-București, (secția pictură, promoția 1969).
- Profesori: Aurel Vlad, Ion Marsic, Ion Popescu Negreni.
- Din anul 1969 participă la majoritatea saloanelor anuale, bienale, republicane și municipale, cu lucrări de pictură și grafică, precum și la numeroase expoziții de grup.
- Din 1973, membru titular al Uniunii Artiștilor Plastici.
- Debut expozițional: Salonul Tineretului (Sala Dalles, 1969).

## Expoziții personale
- 1968-Galeriile de Artă, Oradea;
- 1970-Sala Kalinderu, București
- 1974-Galeria Galateea, București;
- 1977-Galeria Căminul Artei, București;
- 1980-Galeria Simeza, București;
- 1983-Galeriile de Artă ale Municipiului București;
- -Holul hotelului Rex, Mamaia;
- -Galeria de Artă a Teatrului Foarte Mic, București;
- 1986-Galeriile de Artă ale Municipiului București;
- 1987-Muzeul de Artă, Cluj-Napoca;
- -Galeria Cupola din Iași;
- 1994-Galeria Orizont,București;
- 1996-Centrul Cultural Român, Paris;
- 1997-Galeria Orizont/ Muzeul Țării Crișurilor, Oradea;
- 1999-Sala de Expoziție a Parlamentului României (Camera Deputaților):
- 2000-Muzeul de Artă, Constanța;
- -Galeria Orizont, București
- -Muzeul de Artă, Râmnicu Vâlcea;
- 2002-Galeria Galateca (Biblioteca Centrală Universitară), București;
- 2002-2003-Galeria Orizont (miniexpoziții)/Muzeul de Artă Craiova;
- 2004-Galeriile Cercului Militar, București;
- 2005-Expoziție de pictură și desen, Sala Irecson(februarie-martie,București );

- martie, Galeriile de Artă Dej;
- 2006-Biblioteca Centrala Universitară “Carol I”, Expoziție de pictură și desen, Sala profesorilor (21 noiembrie-24 decembrie)
- 2009 Cazinoul Regal din Sinaia, (expoziție permanentă)

## Expoziții de grup
- 1968- Casa de Cultură a Studenților (“Augustin Costinescu, Zamfir Dumitrescu, Nicolae Krasovski”), București;
- 1972- Galeria Orizont, București;
- 1973- Casa de Cultură “Friederich Schiller”/ Galeria Orizont;
- 1974- Galeria Orizont/ Atelier 35, București;
- 1975- Galeria “Amfora”/ Galeriile de Arta Constanța;
- - Galeria Orizont/ Galeria Noua, “Femeia in Arta”;
- 1976 – Galeria “Eforie”/ Galeria Noua, “Arta și natura”;
- 1977 – holul Direcției Generale de Statistică;
- 1979 – Galeriile de Artă ale Municipiului ;
- 1983 – Galeria Căminul Artei, “Florile în arta plastică”;
- Galeria Căminul Artei, “Copilul în arta plastică”;
- 1985 – Muzeul de Artă Botoșani;
- 1986 – Galeriile de Artă “Ștefan Luchian”, Botoșani;
- 1987 – Galeria Căminul Artei, București;
- 1989 – Muzeul Literaturii Române, București;
- 1990 – Galeriile Cercului Militar, București;
- 1991- Muzeul Colecțiilor, București;
- 1992-1997- Galeria “Dominus”, București;
- 1993- Galeria “Galla”, București;
- 2001 – World Trade Center, Bucharest;
- 2002 – Galeriile Maurice Mathurin et La Passerelle, Tours;
- Palatul Regal, Perpignan/ Collioure, Franta;
- “ Anul cultural românesc “, Stockholm;
- 2003- Galeria “Maurice Ravel”, Paris;
- Muzeul Național Cotroceni (“Peisajul în pictura românească din colecțiile de artă particulare”);
- 2004 – Festivalul International al Artelor, Paris ( Montmartre);
- 2005 – Centrul Cultural Francez, expozitia “Soleil de L’est”( februarie, Bucuresti) / Galeria “Apollo”, expozitia “Soleil de L’est” ( martie, București);

## Expoziții oficiale
- Din anul 1969 participă cu lucrări de pictură și grafică organizate în sălile Dalles, “Tudor Arghezi”, Teatrul Național, Muzeul Național de Artă al României, Muzeul Colecțiilor de Artă.

## Expoziții peste hotare
- Din anul 1973 participă la expozițiile colective organizate de Oficiul de Expoziții și Uniunea Artiștilor Plastici în: Bulgaria, Cehia, Germania, Polonia, Slovacia, Finlanda, China, Iugoslavia, Italia, Austria, Franta.

## Lucrări în muzee și colecții
Muzeul Național de Artă al României (Cabinetul de Grafica), Muzeul din Sf.Gheorghe, Zalau, Botosani, Muzeul de Arta Craiova, Muzeul Tarii Crișurilor,Oradea, Colecția Camerei Deputaților, Bancorex, Banca “Ion Tiriac”, Banca Turco-Romana, Muzeul de Arta Constanta, Rm.Vâlcea și în colecții particulare din Romania, Germania, Franța, S.U.A., Japonia, Canada, Filipine, Spania, Israel, Venezuela, Grecia, Italia, Noua Zeelanda, Olanda, Anglia, Brazilia, Australia, Turcia, Suedia.

## Premii și distincții
- Premiul pentru pictură la Expoziția Tineretului (Atheneul Roman, 1975);
- Premiul pentru pictură (Organizația Națională a Pionierilor, 1987).

## Augustin Costinescu - Confesiuni
- “ Dar marea mea iubire-Parisul- perla turistică a Franței, îmi incită fantezia și-mi mângâie paleta cu atmosfera lucidă și calm grizată de scurtele ploi zilnice ce desenează magnifice clădiri cu nobile siluete triumfător albastre sub, iată, acest unic și scânteietor albastru-violet-gri reflectat în Sena ce poartă, alături de bateau mouche, amintirea secolelor de artă, de împliniri și vai, a atâtor speranțe ale creatorilor de artă, și a atâtor drame regale și sacrificii republicane, toate triumfând alături de roșu-alb-albastru, mândrie a penelurilor lui Monet, Manet, Edgar Degas, Paul Cezanne, Georges Seurat, Paul Gaugain, Nicolas de Stael... “

- “ Asa au trecut anii, iar sufletul meu a căutat cu bucuria tinereții frumosul în artă făcând sute de picturi, “desenuri”- cum le spunea Corneliu Baba- pasteluri și tușuri înnădind ziua cu noaptea, mulțumind lui Dumnezeu pentru fericirea de a vedea lumea și a încerca s-o restitui cât mai frumos oamenilor, cu puținele mijloace ale unui pictor “.[4]

## Aprecieri
- “ Augustin Costinescu nu face parte dintre artiștii cu preocupări teoretice, care să elaboreze sisteme și să studieze cu neliniște problematica atât de dramatică și contradictorie a obiectului de artă în lumea contemporană. El pictează însă cu plăcere. Ochiul care privește realitatea nu are urmă de suspiciune, iar imaginile acestea pline de culoare și lumină și viață transmit emoția directă a unui spirit ce crede încă în capacitatea, în vocația artei de a oferi plăcere, bucurie și consolare ( aici s-ar potrivi ideal un citat Hartmann )”.[5]

Alexandra Titu ( “Arta”, 5/ 1983)
- “ Pentru Augustin Costinescu realitatea este un spectacol feeric, cu nebănuite întâlniri, legende sau explozii de culori armonioase.(...) Pictorul ne conduce pe cărările culorii în giganticul caleidoscop care este Parisul, de unde își alege temele, fără teamă și complexe, uitând că și alții le-au mai tratat altfel, altădată. El le găsește un nou chip, emoționant, convingător, uman”.[6]

Ion Truică ( “Convorbiri literare”,1997)
- “ Costinescu e unul din acei pictori care, folosind paleta ca un instrument miraculos, smulg rafinate acorduri sistematizate polifonic, într-o atentă prelucrare a vizibilului. Colorist prin excelență, artistul parcurge în aceste cadre prestabilite un domeniu cromatic vast, dominat tutelar de prețiozitatea alburilor.(...) Desenele expuse se integrează organic viziunii sale dinamice, dinamica disciplinată de voința creativă a artistului de elevată ținută “.[7]Gh. Vida (“Contemporanul”, 1970)

## Lucrări de Augustin Costinescu
- http://www.fanart.ro/foto/lucrari/DSCI0009.JPG
- http://www.fanart.ro/foto/lucrari/DSCI0010.JPG
- http://www.fanart.ro/foto/lucrari/DSCI0011.JPG
- http://www.fanart.ro/foto/lucrari/DSCI0014.JPG
- http://www.fanart.ro/foto/lucrari/DSCI0015.JPG
- http://www.fanart.ro/foto/lucrari/DSCI0017.JPG
- http://www.dacia.com/gusti04.htm
- http://www.dacia.com/gusti03.htm
- http://www.dacia.com/gusti09.htm